# Rangitoto
Rangitoto es una isla de Nueva Zelanda localizada en el Golfo de Hauraki que surgió durante una erupción volcánica probablemente ocurrida entre los siglos XIII y XIV. La isla forma parte del Parque marìtimo del Golfo de Hauraki y se encuentra adyacente a la isla Motutapu. El Department of Conservation de Nueva Zelanda ha establecido en la isla un área de conservación natural llamada Reserva escénica Isla Rangitoto.